# Петрова, Вера Петровна
Ве́ра Петро́вна Петро́ва (9 августа 1927, Тула — 16 декабря 2001, Москва) — советская актриса театра и кино.

## Биография
Вера Петрова родилась 9 августа 1927 года в Туле. В 1928 году родители актрисы переехали в Москву. Там она в 1946 году окончила среднюю школу и поступила на актёрский факультет ВГИК (мастерская С. Юткевича и М. Ромма). Окончив его в 1951 году, осталась работать в институте качестве лаборантки.
В 1955—1959 годах — актриса Театра-студии киноактёра. В 1959—1989 годах — актриса Киностудии имени М. Горького.
По окончании института, в разгар малокартинья, работы для молодой актрисы не нашлось, поэтому с 1951 года она работала на дубляже. С 1954 года снималась в кино, в основном, в небольших ролях и эпизодах. Наиболее известна по роли царицы Маланьи в фильме «Варвара-краса, длинная коса».
В 1954 году вышла замуж за актёра Юрия Саранцева, с которым прожила вплоть до своей смерти. В браке родилась дочь Екатерина (род. 1962), ставшая музыкантом.
Помимо актёрской деятельности, занималась общественной работой: являлась членом совета детского клуба Дома кино, членом цехкома актёрского отдела киностудии имени Горького. В январе 1989 года ушла из киностудии на пенсию.
Умерла 16 декабря 2001 года в Москве. Похоронена на Николо-Архангельском кладбище.

## Личная жизнь
С 1954 года Вера Петрова была замужем за актёром Юрием Саранцевым (1928—2005). 
Дочь — Екатерина Саранцева (род. 13.07.1962), в юности снялась в фильме «На горе стоит гора» (1977), но актрисой впоследствии не стала.

## Творчество

### Фильмография
1. 1954 — Верные друзья — практикантка (нет в титрах)
2. 1954 — Об этом забывать нельзя — студентка
3. 1955 — За витриной универмага — эпизод (нет в титрах)
4. 1955 — Земля и люди — колхозница (нет в титрах)
5. 1955 — Повесть об агрономе — Лина
6. 1955 — Судьба барабанщика — пионервожатая (нет в титрах)
7. 1956 — Дело № 306 — лаборантка Вера Аркадьевна (нет в титрах)
8. 1956 — Дорога правды — экономист (нет в титрах)
9. 1956 — Карнавальная ночь — гостья (нет в титрах)
10. 1956 — Мы здесь живём — Лена
11. 1956 — На подмостках сцены — дама из окружения Зефирова (нет в титрах)
12. 1957 — К Чёрному морю — Наталья Постникова, сестра Сергея Постникова, чертёжница
13. 1958 — Жизнь прошла мимо — продавщица Маша
14. 1958 — Сержанты — Шурочка
15. 1959 — В степной тиши — Линочка
16. 1960 — Конец старой Берёзовки — почтальон Валя (нет в тирах)
17. 1961 — 10000 мальчиков — эпизод (нет в титрах)
18. 1962 — Весёлые истории — тётя Таня
19. 1964 — Всё для Вас — эпизод (нет в титрах)
20. 1964 — Лёгкая жизнь — однокурсница Ольги (нет в титрах)
21. 1964 — Морозко — 4-я деревенская девушка
22. 1967 — Огонь, вода и... медные трубы — эпизод
23. 1968 — Спасите утопающего — официантка
24. 1968 — Орлята Чапая — помещица (нет в титрах)
25. 1968 — Ошибка резидента — эпизод (нет в титрах)
26. 1969 — Варвара-краса, длинная коса — царица Маланья
27. 1970 — Два дня чудес — официантка в детском кафе
28. 1974 — Пусть он останется с нами — мать
29. 1975 — Это мы не проходили — Вера Васильевна, учительница истории
30. 1976 — Рождённая революцией (серия № 7 «В ночь на 20-е») — свидетельница
31. 1977 — Приезжая — эпизод (нет в титрах)
32. 1977 — Смятение чувств — гостья на дне рождения
33. 1977 — Хомут для Маркиза — продавщица Дуся
34. 1978 — Предварительное расследование — участница совещания (нет в титрах)
35. 1979 — С любимыми не расставайтесь — отдыхающая на базе отдыха
36. 1980 — Дом на Лесной — жена Колупаева
37. 1981 — Остаюсь с вами — пассажирка трамвая
38. 1982 — Вокзал для двоих — посетительница ресторана (нет в титрах)
39. 1982 — Женатый холостяк — официантка
40. 1982 — Красиво жить не запретишь — сотрудница швейной фабрики
41. 1983 — Карантин — официантка
42. 1983 — Талисман — пассажирка метро
43. 1984 — Жестокий романс — гостья Огудаловых
44. 1984 — Шутки в сторону — официантка в поезде
45. 1988 — Двое и одна — родственница

### Киножурнал «Ералаш»
1. 1978 — Выпуск № 16 (сюжет «Царевна-Несмеяна») — боярыня (нет в титрах)
2. 1982 — Выпуск № 36 (сюжет «Аукцион») — завуч
3. 1986 — Выпуск № 56 (сюжет «Весельчак») — кассир (нет в титрах)

### Озвучивание
1. 1950 — Всё о Еве (США) — Фиби (роль Барбары Бейтс)
2. 1953 — Жюльетта (Франция) — Мартин Валендор (роль Николь Берже)
3. 1954 — Сёстры Рахмановы (Узбекфильм)
4. 1956 — Священная кровь (Узбекфильм) — Гюльнар (роль Р. Мадрахимовой)
5. 1961 — Альба Регия (ВНР) — медсестра (роль Хеди Варади)
6. 1964 — Рукопись, найденная в Сарагосе (Польша) — Инезилья (роль Полы Раксы)